# Miúcha

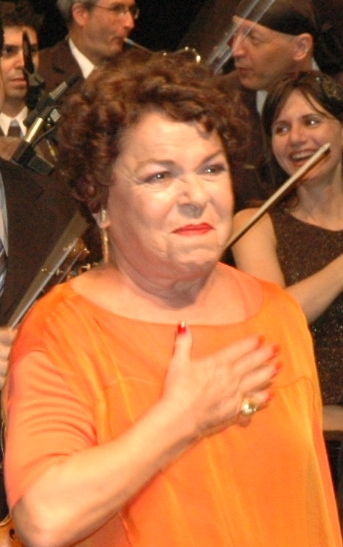
Miúcha (2011 in São Paulo)

Heloísa Maria Buarque de Hollanda (* 30. November 1937 in Rio de Janeiro; † 27. Dezember 2018), bekannt unter ihrem Künstlernamen Miúcha, war eine brasilianische Sängerin und Komponistin. Sie war die Schwester des Sängers und Komponisten Chico Buarque. Ihre künstlerische Karriere begann 1975 mit dem Album The Best of Two Worlds in Zusammenarbeit mit Stan Getz und ihrem Ehemann João Gilberto. Die Sängerin Bebel Gilberto ist die Tochter von Miúcha und João Gilberto. Ein bekanntes Lied Miúchas ist Águas de Março, geschrieben von Antônio Carlos Jobim. In dieser Version sang sie zusammen mit João, wobei sie den englischen und er den portugiesischen Teil sang. Dieses Lied erschien 1975 in dem Album The Best of Two Worlds.

## Diskographie (Auswahl)
- Miúcha & Antônio Carlos Jobim (1977), LP
- Tom/Vinicius/Toquinho/Miúcha (1977) Som Livre LP, CD
- Miúcha & Tom Jobim (1979) RCA Victor LP
- Miúcha (1980) RCA Victor LP
- Miúcha (1989) Warner/Continental LP
- Vivendo Vinicius ao vivo Baden Powell, Carlos Lyra, Miúcha e Toquinho (1999) BMG Brasil CD
- Rosa amarela (1999) BMG Brasil CD
- Miúcha.compositores (2002) Biscoito Fino CD
- Miúcha canta Vinicius & Vinicius (2003)
- Miúcha & Bebel Gilberto. Café Copacabana (2004) 2 CDs

## Filmdokumentation
- 2022: Miúcha, die Stimme der Bossa Nova (Miúcha, a Voz da Bossa Nova) von Liliane Mutti